# La Qu...
La Qu... est une bande dessinée en noir et blanc de Marc-Antoine Mathieu, deuxième tome de la série Julius Corentin Acquefacques, sortie en 1991.
Cet album est la suite du premier tome (comme indiqué à la fin de L'Origine).

## Synopsis
J.C.A. semble être la pièce centrale d'un vaste projet, la qu...